# 前365年
| 千纪： | 前1千纪 |
| 世纪： | 前5世纪 \| 前4世纪 \| 前3世纪 |
| 年代： | 前390年代 \| 前380年代 \| 前370年代 \| 前360年代 \| 前350年代 \| 前340年代 \| 前330年代                                                                                       |
| 年份： | 前370年 \| 前369年 \| 前368年 \| 前367年 \| 前366年 \| 前365年 \| 前364年 \| 前363年 \| 前362年 \| 前361年 \| 前360年                                                         |
| 纪年： | 周顯王四年 魯共公十八年 田齊桓公十年 晉孝公二十四年 趙成侯十年 魏惠王五年 韓共侯九年 秦獻公二十年 楚宣王五年 宋剔成君五年 衛聲公八年 燕後桓公八年 越王無余八年 中山桓公十六年 |

## 大事记
- 魏国征伐宋国，攻下仪台（今河南省虞城县）。
- 魏惠王迁都大梁。
- 赵国征伐卫国，攻下甄地。

## 出生
- 克拉特斯，希臘犬儒派哲学家
- 阿敏塔斯四世，馬其頓国王

## 逝世
- 墨伽拉的歐幾里得，古希腊哲学家，雅典墨伽拉哲学学派的成员。
- 阿羅洛斯的托勒密，馬其頓攝政王。